# Signal Security Agency

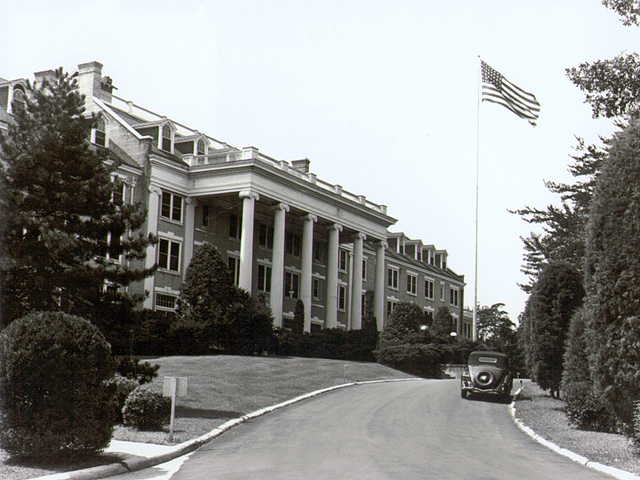
Arlington Hall (Foto ca. 1943) war für die meiste Zeit des Krieges der Hauptsitz der SSA

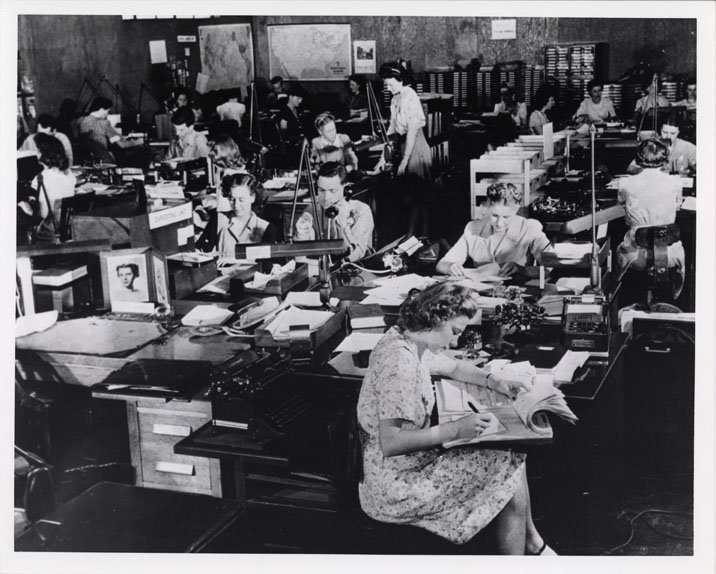
Mitarbeiterinnen in Arlington (ca. 1943)

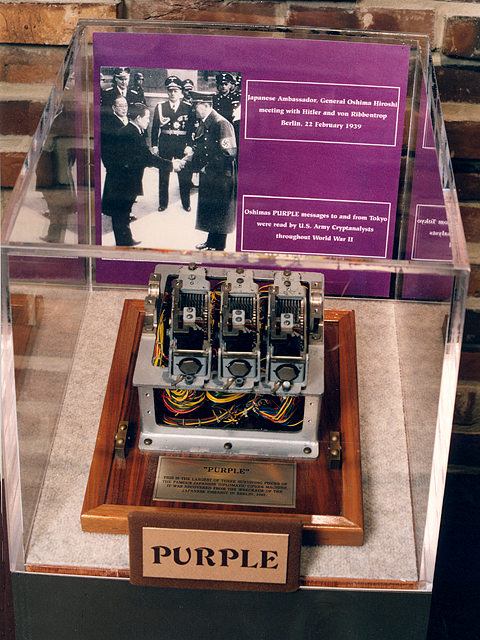
Die von den Amerikanern als „Purple“ bezeichnete Maschine (japanisch: 九七式欧文印字機, kyū-nana-shiki ōbun injiki,) wurde im diplomatischen Dienst eingesetzt.

Die Signal Security Agency (SSA) (deutsch etwa „Nachrichtensicherheits-Agentur“) war zur Zeit des Zweiten Weltkriegs ein Geheimdienst der United States Army, also des Heeres der Vereinigten Staaten von Amerika. Ihre Hauptaufgabe war die Kryptanalyse, somit die Entzifferung und Aufklärung des verschlüsselten feindlichen Nachrichtenverkehrs.

## Geschichte
In erster Linie befasste sich die SSA mit dem Bruch von verschlüsselten Funksprüchen der Hauptkriegsgegner. Das waren die damals sogenannten „Achsenmächte“, also das  Deutsche Reich und seine Bündnispartner, das Königreich Italien und das Japanische Kaiserreich. Diese benutzen für ihre diversen militärischen und diplomatischen Zwecke, beispielsweise für Militärattachés, höchst unterschiedliche Hand- und Maschinenschlüsselverfahren. Prominente Beispiele sind der Doppelkastenschlüssel das One-Time-Pad und die Kryha sowie die Rotor-Chiffriermaschinen „Enigma“, der T52 „Geheimschreiber“ und der „Schlüsselzusatz“ SZ 42 der deutschen Wehrmacht oder die von den Streitkräften des Japanischen Kaiserreiches verwendeten Maschinen mit amerikanischen Decknamen wie „Coral“, „Jade“, „Purple“ und „Green“.
Weitere Angriffsziele der SSA waren darüber hinaus die Aufklärung der Kommunikation von neutralen Staaten wie beispielsweise der Schweiz. Diese setzte ihrerseits eine Variante der Enigma K mit eigener Verdrahtung der Walzen ein. Auch französische Funksprüche, beispielsweise verschlüsselt mithilfe der B-211 des schwedischen Erfinders Boris Hagelin, wurden abgefangen und kryptanalysiert.
Außer den beschriebenen Tätigkeitsfeldern der sogenannten offensiven Kryptologie, gehörte auch die defensive Kryptologie, also die Überprüfung und Wahrung der Festigkeit der eigenen kryptographischen Verfahren, zu den Aufgaben der SSA.
Die Personalstärke dieser bemerkenswert erfolgreichen Behörde wuchs von wenigen Hundert militärischen und zivilen Mitarbeitern am Tag des japanischen Angriffs auf Pearl Harbor, dem 7. Dezember 1941, auf mehr als 10.000 Mitarbeiterinnen und Mitarbeiter am „V-J Day“, als am 15. August 1945 mit der Kapitulation Japans der Zweite Weltkrieg endete. Geleitet wurde sie während dieser Zeit von Robert Orestes Ferner. Mit den Umstrukturierungen nach dem Krieg ging die SSA zunächst in die Army Security Agency (ASA) auf und ist heute ein Bestandteil der modernen National Security Agency (NSA).